# Černá kniha kapitalismu
Černá kniha kapitalismu (orig. Le Livre Noir du Capitalisme) je kniha sepsaná kolektivem autorů o zlu, které kapitalismus napáchal ve světě, zejména rozpoutáním mnoha válečných konfliktů. Byla vydána v roce 1998 jako reakce na vydání knihy Černá kniha komunismu.